# Perigea xylophasioides
Perigea xylophasioides là một loài bướm đêm trong họ Noctuidae.